# Jorginho (calciatore 1965)
Jorginho, all'anagrafe Jorge Luís da Silva (San Paolo, 22 marzo 1965), è un allenatore di calcio ed ex calciatore brasiliano di ruolo centrocampista, attuale tecnico del Marcílio Dias..

## Carriera

### Giocatore

#### Club
Jorginho ha iniziato la sua carriera calcistica nella Portuguesa nel 1983. Ha esordito nel campionato brasiliano il 29 gennaio 1984 nella partita terminata 0-0 contro il Santa Cruz. Nel 1990 si trasferisce ai concittadini del Palmeiras.
Dal 1992 al 1997 ha militato nell'Esporte Clube Santo André. In seguito, ha vestito le maglie di Paysandu, Coritiba, Juventude e Paulista. Nel 1993 vinse il Campionato Paraense con il Paysandu. Nel 1997 ha fatto parte della rosa dell'Atlético Mineiro. Con l'Atlético Mineiro ha vinto la Coppa CONMEBOL nel 1997. Dal 1998 al 1999, Jorginho ha giocato nel Santos. Verso la fine degli anni novanta, Jorginho ha giocato con il Paraná Clube e la Portuguesa Santista.
Dal 2000 al 2002 ha militato nel Fluminense di Rio de Janeiro. Con i tricolores il 5 dicembre 2001, nella partita terminata 2-1 contro la Ponte Preta di Campinas, Jorginho ha giocato l'ultima partita nella massima serie brasiliana. Complessivamente, dal 1984 al 2001, ha giocato 255 partite nel campionato brasiliano. Chiuse la carriera nell'Avaí, nel 2001.

## Palmarès

### Giocatore

#### Competizioni statali
- Campeonato Paraense: 1

Paysandu: 1992

#### Competizioni internazionali
- Coppa CONMEBOL: 2

Atlético Mineiro: 1997
Santos: 1998

### Allenatore

#### Competizioni nazionali
- Campeonato Brasileiro Série B: 1

Portuguesa: 2011